# آمیختگی بین گونه‌های باستانی انسان و انسان امروزی

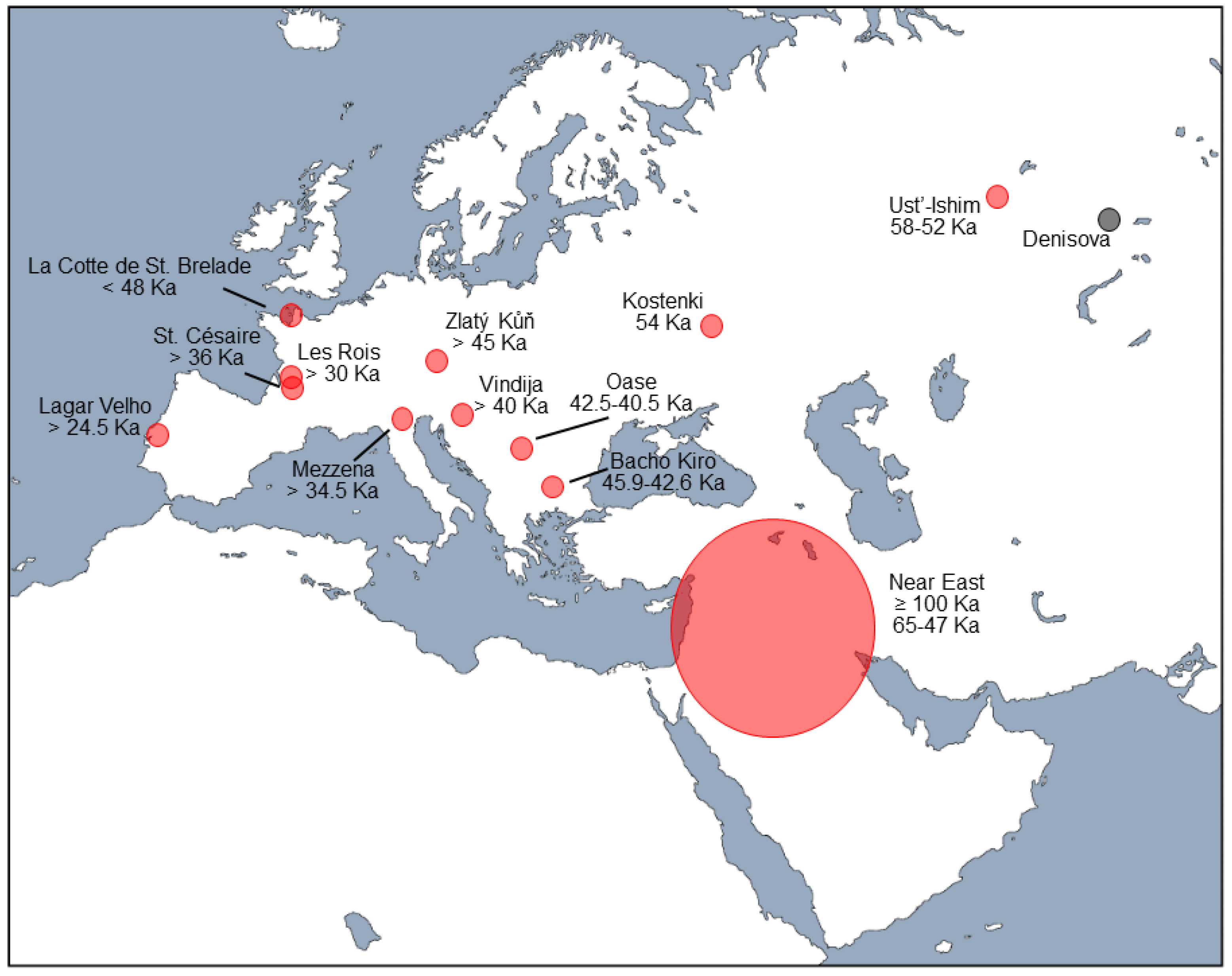
نقشه اوراسیای غربی که مناطق و تاریخ‌های برآورد دورگه‌زایی انسان نئاندرتال-مدرن (به رنگ قرمز) را بر اساس نمونه‌های فسیلی از مکان‌های مشخص‌شده نشان می‌دهد.

آمیختگی بین گونه‌های باستانی انسان و انسان امروزی (انگلیسی: Interbreeding between archaic and modern humans)، آمیختگی بین انسان‌های باستانی و مدرن در طول پارینه‌سنگی میانی و اوایل پارینه‌سنگی زبرین رخ داده است. آمیختگی در چندین رویداد مستقل رخ داد که شامل نئاندرتالها و انسان‌تبار دنیسوواها و همچنین چندین انسان‌تباران ناشناس بود.
در اروپا، آسیا و شمال آفریقا آمیختگی بین نئاندرتال‌ها و دنیسوواها با انسان مدرن اولیه چندین بار انجام شد. وقایع درون‌گرایی (دورگه) در انسان‌های امروزی برآورد می‌شود که حدود ۴۷۰۰۰ تا ۶۵۰۰۰ سال پیش برای نئاندرتال‌ها و حدود ۴۴۰۰۰ تا ۵۴۰۰۰ سال پیش با دنیسوواها اتفاق افتاده باشد.
دی‌ان‌ای مشتق‌شده از نئاندرتال‌ها در ژنوم اکثر یا احتمالاً همه جمعیت‌های معاصر یافت شده است که به‌طور قابل توجهی در منطقه متفاوت است. ۱ تا ۴ درصد از ژنوم‌های مدرن برای افراد خارج از آفریقای جنوب صحرا را تشکیل می‌دهد. اگرچه برآوردها متفاوت است، و از هیچ یا تا ۰٫۳ درصد برای کسانی که در شاخ آفریقا هستند. مردم کوشی‌زبان و زبان‌های سامی جمعیت‌های سخنگو از شاخ آفریقا (مانند اتیوپیایی‌ها)، که بخش بزرگی از اصل و نسب خود را از اوراسیاها می‌گیرند، حدود 1% DNA مشتق از نئاندرتال دارند.

## تعریف گونه و تعارض آن با آمیختگی انسان مدرن و نئاندرتال
مفهوم گونه (زیست‌شناسی) یا گونه‌های بیولوژیکی بیان می‌کند که گونه‌ها موجوداتی جدا شده بر پایه امکان تولیدمثل با یکدیگر هستند - یعنی گونه‌ها در درون خود تولیدمثل می‌کنند اما نه با گونه‌های دیگر؛ بنابراین همه انسان‌های خردمند زنده پتانسیل زاد و ولد با یکدیگر را دارند، اما نمی‌توانند با گوریل‌ها یا شامپانزه‌ها، نزدیک‌ترین خویشاوندان زنده ما، آمیخته شوند. بر این اساس، «گونه‌هایی» که با یکدیگر آمیخته می‌شوند، در واقع نمی‌توانند گونه‌های متمایز باشند. منتقدانی که موافق نیستند که نئاندرتال‌ها و  هومو ساپینس‌ها دو گونه مجزا هستند، به شواهدی از تحقیقات ژنتیکی اخیر اشاره می‌کنند که این نشان می‌دهد که این دو در حدود ۵۵۰۰۰ سال پیش در خارج از آفریقا با یکدیگر آمیخته شدند. در نتیجه، امروزه همه افرادی که اجدادشان در آن زمان در خارج از آفریقا زندگی می‌کردند، مقدار کمی از دی‌ان‌ای نئاندرتال را به ارث برده‌اند که حدود ۲ درصد از ژنوم آنها را تشکیل می‌دهد. با وجود این گروه دیگری از پژوهشگران مانند کریس استرینگر استدلال می‌کنند که نئاندرتال‌ها و  هومو ساپینس‌ها گونه‌های متمایزی هستند و بر محدودیت‌های مفهوم گونه‌های زیستی تأکید می‌کنند.
آنها نمونه می‌آورند که بسیاری از گونه‌های دیگر پستانداران با یکدیگر آمیخته می‌شوند - برای مثال انواع مختلف انتر دم‌کوتاه/بابون‌ها (نخستی‌سانان/جنس پاپیو). علاوه بر این، یک برآورد اخیر نشان می‌دهد که حداقل ۱۶٪ از همه گونه‌های پرندگان در طبیعت با یکدیگر آمیخته می‌شوند. در واقع بسیاری از گونه‌های پستانداران می‌توانند با هم ترکیب شوند؛ بنابراین مشکل مربوط به نئاندرتال‌ها و انسان‌های مدرن و همه گونه‌های دیگر این نیست که با یکدیگر آمیخته‌اند، بلکه مشکل خود مفهوم و تعریف «گونه‌های زیستی» است. این تنها یکی از ده‌ها مفهوم پیشنهادی برای تعریف گونه است، و یکی از مفاهیمی است که در عصر ژنومی با تظاهرات فراوان از اختلاط بین گونه‌ها کمتر مفید است، واقعیت این است که در بیشتر موارد در پستانداران و پرندگان، گونه‌ها به تدریج از یکدیگر جدا می‌شوند. ممکن است میلیون‌ها سال طول بکشد تا جداسازی کامل تولیدمثلی ایجاد شود، چیزی که به وضوح هنوز برای نئاندرتال‌ها و  هومو ساپینس‌ها در ده‌ها هزار پیش رخ نداده بود. اگر نئاندرتال‌ها و  هومو ساپینس‌ها به اندازه کافی از هم جدا بمانند تا بتوانند چنین شکل‌های متمایز جمجمه، لگن و استخوان‌های گوش را تکامل دهند، می‌توان آن‌ها را به عنوان گونه‌های متفاوتی در نظر گرفت، چه با هم آمیخته شوند یا نه. انسان‌ها طبقه‌بندی‌کننده‌های بزرگی هستند اما گاهی دنیای طبیعی (گذشته و حال) با طرح‌های منظم و ساده ما مطابقت ندارد.